# El Limón, Tabasco
El Limón är en ort i Mexiko.   Den ligger i kommunen Tacotalpa och delstaten Tabasco, i den sydöstra delen av landet, 700 km öster om huvudstaden Mexico City. El Limón ligger 30 meter över havet och antalet invånare är 414.
Terrängen runt El Limón är platt åt nordväst, men åt sydost är den kuperad. Terrängen runt El Limón sluttar norrut. Runt El Limón är det ganska tätbefolkat, med 56 invånare per kvadratkilometer. Närmaste större samhälle är Palomas, 14,2 km nordost om El Limón. Trakten runt El Limón består till största delen av jordbruksmark.